# Komitat Udvarhely
Komitat Udvarhely (węg. Udvarhely vármegye) – komitat Królestwa Węgier, leżący na terenie Siedmiogrodu i Seklerszczyzny. W 1910 roku liczył 124 173 mieszkańców, a jego powierzchnia wynosiła 2938 km². Jego stolicą było Székelyudvarhely.
Graniczył z komitatami Csík, Háromszék, Kis-Küküllő, Maros-Torda i Nagy-Küküllő.
W wyniku podpisania traktatu w Trianon w 1920 roku obszar komitatu znalazł się w granicach Królestwa Rumunii. Na mocy decyzji drugiego arbitrażu wiedeńskiego (1940) Rumunia utraciła go na rzecz Węgier. W 1944 roku Rumuni odzyskali nad nim faktyczną kontrolę.